# Protista
Ce taxon est aujourd'hui obsolète.
Règne
Synonymes
Protoctista (Hogg, 1860)
Les protistes sont des microorganismes eucaryotes à organisation cellulaire dite simple, unicellulaire le plus souvent, multicellulaire parfois mais sans tissus spécialisés. Ce sont des Eucaryotes autres que les animaux (Animalia), champignons (Fungi) et plantes (Plantae),. Ce groupe est très hétérogène, tant du point de vue anatomique que physiologique. Certains protistes sont des organismes autotrophes (on parlait de protophytes), d'autres sont hétérotrophes (appelés protozoaires) et d'autres encore sont mixotrophes comme certains dinoflagellés.
Le terme protiste a été forgé par Ernst Haeckel en 1866, à partir du grec protistos, superlatif de protos, « premier », le biologiste plaçant dans ce taxon les organismes qu'il considérait comme les premiers êtres vivants sur Terre.
Les Protista constituaient, en classification classique, le quatrième règne du domaine des Eucaryotes, mais ce regroupement est paraphylétique. En effet les trois grands règnes eucaryotes que sont les Plantes, les Fungi et les Animaux ont nécessairement évolué à partir d'Eucaryotes primitifs plus simples, donc de protistes. Les protistes regroupent de ce fait l'ensemble des lignées basales d'Eucaryotes excluant les trois grands règnes. Cette paraphylie fait que le taxon Protista n'est pas valide, mais cette notion reste utile pour parler des Eucaryotes unicellulaires.
Certains biologistes présentent les protistes comme des constituants de « la matière noire de la vie ». Ces organismes représenteraient au moins 75 % de la diversité des Eucaryotes. Cette grande diversité en fait pour certains « une catégorie fourre-tout qui regroupe des lignées évolutives distinctes dont certaines n'ont qu'une parenté très lointaine avec les autres lignées de cette catégorie ».
Constituant les bases du réseau trophique marin, ils jouent un rôle majeur dans les cycles biogéochimiques. Les protistes constituent une part importante de la biodiversité et peut-être plus encore de la biodiversité fonctionnelle : sur environ 300 000 espèces estimées existantes, les deux tiers pourraient être assez largement distribuées, dans les océans notamment, et 100 000 environ pourraient avoir une distribution plus restreinte, c'est-à-dire qui ne serait pas cosmopolite malgré des habitats appropriés.
Ils rendent d'importants services écologiques, en particulier pour l'épuration de l'eau, la régulation du dioxyde de carbone et des minéraux dans l'eau, la pêche, la récolte de coquillages et l'aquaculture.

## Morphologie
Les protistes sont des organismes vivants unicellulaires dont la taille est environ 0,1 mm, comme l'amibe, la paramécie et l'euglène.

## Classification

### Histoire

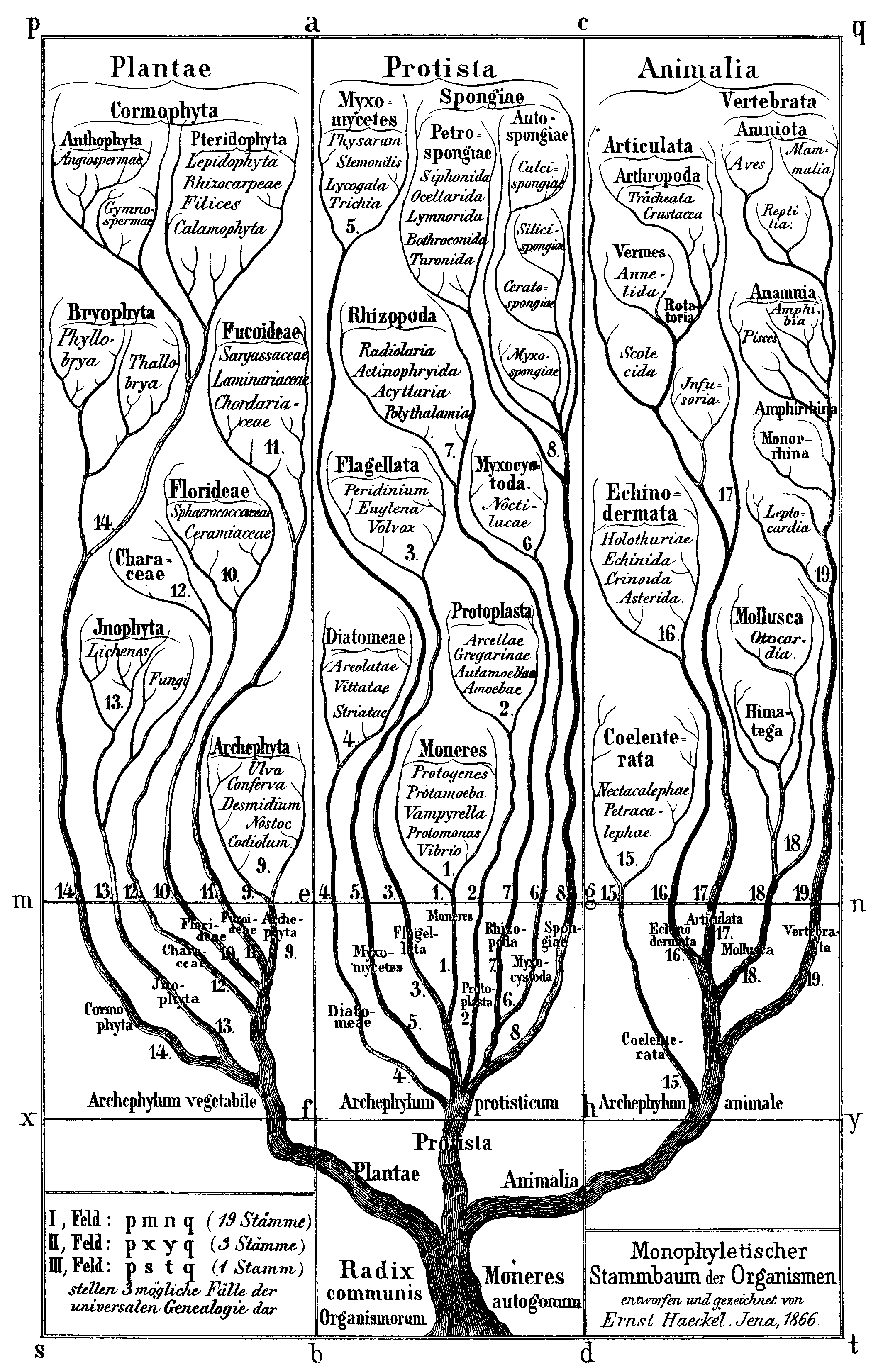
Arbre d'Haeckel (1866) séparant le vivant en 3 grands groupes : les plantes, les protistes et les animaux.

Classification du vivant en cinq règnes, proposée par Whittaker en 1969, basée sur le niveau de complexité et le mode de nutrition (photosynthèse, absorption, ingestion). Les protistes se sont développés dans ces trois directions.

La première définition d'un règne des Protista a été proposée par Ernst Haeckel en 1866 en regroupant tout ce qui à son sens et à l'époque ne correspondait ni aux végétaux (ou Plantae), ni aux animaux. Dans ce règne, se trouvèrent ainsi réunis l'ensemble des algues et des champignons unicellulaires, les protozoaires, mais aussi les bactéries.
Le taxon de Protista a ensuite perduré pendant plus d'un siècle, mais la délimitation de ce « règne » a souvent et fortement varié en fonction des auteurs. Dans la classification phylogénétique moderne, il disparaît. On continue toutefois de parler de protistologie pour désigner la science des protistes.

### Approche classique
Dans les anciennes classifications, le règne des protistes se divisait généralement en trois parties :
- les protozoaires, à affinités animales ;
- les protophytes, à affinités végétales ;
- les protistes fongiformes ou mycétozoaires ou protomycètes, à affinités avec les champignons.

#### Protozoaires
Les protozoaires sont des organismes unicellulaires qui forment un groupe paraphylétique, ils possèdent une cellule eucaryote (c'est-à-dire possédant un vrai noyau, contrairement aux bactéries, dites procaryotes), très différenciée qui remplit de nombreuses fonctions nécessaires à la vie et comportant des organites complexes : « vacuoles pulsatiles », « cils », « flagelles ».
Les protozoaires se différencient donc fortement des cellules constituantes des tissus des métazoaires.

Ils ont conquis et se sont adaptés à tous les milieux de vie, et certains sont des parasites qui peuvent être dangereux. Leur reproduction sexuée ou asexuée est très complexe. Le mode de nutrition des protozoaires se fait par ingestion (phagocytose ou via un cytopharynx). Les protozoaires sont souvent hétérotrophes, c'est-à-dire qu'ils puisent leur source de carbone en provenance des différents composés organiques.
Dans les classifications classiques, où les protozoaires formaient un embranchement (soit du règne animal, soit du règne des protistes), on distinguait cinq sous-embranchements :
- les actinopodes qui émettent de fins pseudopodes rayonnants. Ils comprennent :
  - les acanthaires, qui sont des protozoaires marins et planctogéniques,
  - les radiolaires actinopodes, qui sont des protozoaires marins avec un squelette siliceux. Leur sédimentation et leur fossilisation donnent naissance à des roches tel le jaspe,
  - les héliozoaires ;
- les cnidosporidies sont des parasites dont le stade initial est un germe amiboïde et le stade final une spore pourvue d'un filament évaginable ;
- les infusoaires ou infusoires ciliés sont des protistes de grande taille (jusqu'à 300 μm pour la paramécie). Ils sont munis d'un macronucléus et d'un micronucléus ;
- les rhizoflagellés qui comprennent les rhizopodes et les flagellés :
  - les rhizopodes constituent une superclasse de protozoaires caractérisés par leur aptitude à émettre des pseudopodes locomoteurs et préhensiles. On trouve dans cette classe les amibes, les radiolaires rhizopodes et les foraminifères,
    - les foraminifères se trouvent dans les eaux marines et saumâtres, et leur test calcaire comprend plusieurs loges plus ou moins perforées comme les globigérines et les nummulites,

  - les flagellés constituent une superclasse de protozoaires pourvus de flagelles qui sont des organes filiformes et contractiles qui assurent la locomotion. On trouve dans cette classe les phytoflagellés (végétaux chlorophylliens), et les zooflagellés, dont certains peuvent être de dangereux parasites comme le Trypanosome qui cause la « maladie du sommeil » ;
- les sporozoaires sont dépourvus à l'état adulte d'appareil locomoteur. Ce sont des parasites des cellules animales.

#### Protophytes
Les protophytes sont des organismes végétaux unicellulaires ou à cellules peu différenciées. Dans les classifications classiques, on distinguait sept sous-embranchements :
- les Chlorophycées ;
- les Chrysophycées ;
- les Dictyochophycées ;
- les Dinophycées ;
- les Euglénophycées ;
- les Prymnésiophycées ;
- les Xanthophycées.

#### Mycétozoaires
Dans les classifications classiques, les Mycétozoaires sont des protistes qui possèdent de nombreuses caractéristiques communes avec les Mycètes. Par exemple : les myxomycètes.

### Approche phylogénétique
Au XXIe siècle, le caractère polyphylétique[réf. nécessaire] des protista, quelle que soit leur définition, a été démontré, réduisant considérablement la pertinence d'un tel groupe par ailleurs sans unité écologique ou morphologique.
La classification phylogénétique n'inclut pas le taxon protistes, rattachant certains organismes autrefois appelés sous ce nom aux Opisthokontes, d'autres à la lignée des algues brunes (Straménopiles) ou à la lignée verte des algues et plantes terrestres (Chlorophyta).
D'autres « protistes » sont divisés en lignées monophylétiques qui pourraient avoir rang de règne. Enfin, la position d'autres « protistes » aux affinités incertaines est encore en cours d'étude. Au total, les scientifiques reconnaissent aujourd'hui une soixantaine de lignées,,.

## Pathogénicité
Quelques espèces de protistes sont des pathogènes importants pour les animaux ou les plantes. 
Par exemple :
- Plasmodium falciparum cause le paludisme chez l'homme ;
- Phytophthora infestans est responsable d'une maladie de la pomme de terre ;
- Giardia lamblia  est un protozoaire parasite responsable de la giardiose chez les animaux et les humains ;
- Cryptosporidium parvum  est un protozoaire parasite responsable de la cryptosporidiose chez les mammifères.

Une compréhension plus approfondie de la biologie des protistes pourrait permettre de mieux contrôler ces maladies.

## Enjeux écologiques
Les protistes constituent la majorité de la biomasse océanique.
La plupart des protistes et leur grande diversité jouent un rôle a priori essentiel dans les grands cycles biogéochimiques, et dans la productivité biologique des zones côtières, estuariennes et océaniques, et donc dans le puits de carbone océanique. Les services écosystémiques qu'ils rendent pourraient être affectés par le double phénomène d'acidification des océans et de réchauffement climatique (Cloern et Jasby, 2008; de Young et al. , 2004).
Certaines espèces pullulent en condition d'eutrophisation, de déséquilibre trophique (déséquilibres du système prédateur-proie) ou de réchauffement (Efflorescence algale). Quelques espèces (Phaeocystis) sont suivies en raison des toxines qu'elles produisent, qui peuvent rendre non consommables les coquillages filtreurs.
Certaines espèces sont considérées comme bioindicatrices de l'état de l'écosystème et sont à ce titre suivies par divers réseaux d'observations, côtiers notamment, pour mieux comprendre les phénomènes d'eutrophisation, zones mortes, intoxications alimentaires et/ou suivre le changement climatique afin d'en mieux anticiper les effets et de s'y adapter.

### Autres
Dans Voyage au bout de la nuit un des personnages se nomme l'abbé Protiste.